# Bohéma (Puccini)
Bohéma (v originále La bohème) je název opery italského hudebního skladatele Giacoma Pucciniho z roku 1896. Autory libreta byli Luigi Illica a Giuseppe Giacosa.  Základem libreta je kniha Henriho Murgera (1822-61) Ze života pařížské bohémy, která poprvé vyšla jako komplet v roce 1851.
Jedná se o dílo, které je součástí standardního repertoáru operních scén na celém světě. Řadí se tak k ostatním skladatelovým operám, jako jsou např. Madam Butterfly a Tosca.

## Hlavní postavy
- Rudolf, básník (tenor)
- Marcel, malíř (baryton)
- Schaunard, skladatel (baryton)
- Collin, filosof (bas)
- Benoit, jejich domácí (bas)
- Mimì, švadlena (soprán)
- Musette (soprán)
- Alcindor (bas)

## Obsah
Bohéma je opera o čtyřech dějstvích. Její děj se odehrává kolem roku 1830 v Paříži.

### První dějství
V malém podkrovním pokojíku na předměstí Paříže hladovějí dva mladí umělci - básník Rudolf a malíř Marcel, toho času naprosto bez peněz. Přicházejí jejich přátelé, filozof Collin a skladatel Schaunard, z nichž druhému se podařilo sehnat nějaké peníze, a tak zve ostatní na večeři. Domácí Rudolfa a Marcela, který si přišel pro dlužné nájemné, je přáteli z bytu s posměchem vypoklonkován.
Všichni jsou již na odchodu, jen Rudolf zůstává pozadu. Náhle přichází mladá sousedka, švadlenka Mimì, aby si půjčila zápalky. Rudolf se do ní na první pohled zamiluje. Poté, co se oba navzájem představí, pozve básník Mimì, aby s ním strávila večer.

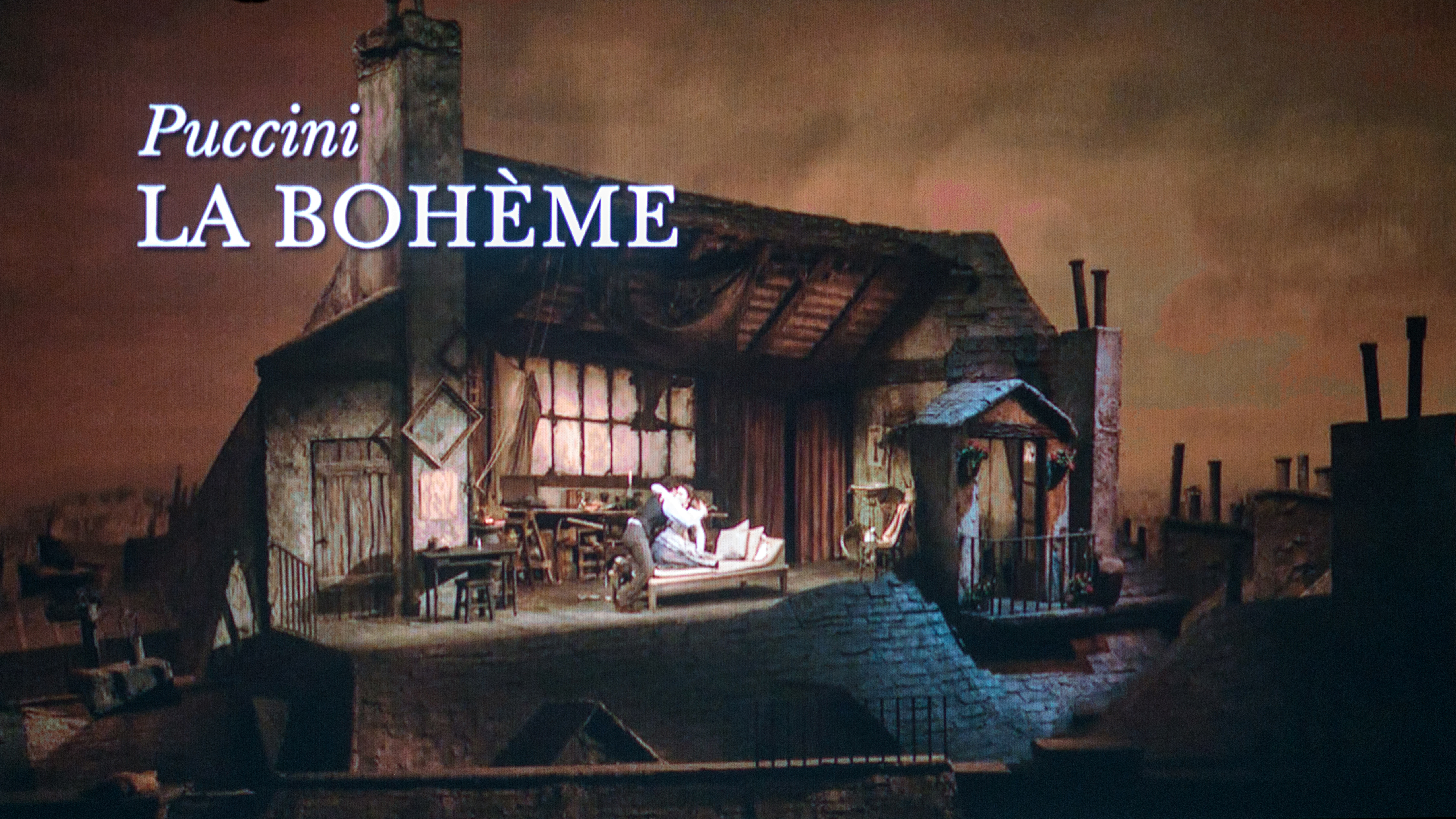
Výprava Bohémy, Metropolitní opera v New Yorku, duben 2014

### Druhé dějství
Do kavárny, kde všech pět mladých lidí hoduje, přichází Musette – koketní Marcelova milá – s bohatým Alcindorem, kterého bezostyšně využívá. Na ulici skotačí děti. Musette si nechá od Alcindora zaplatit nejen nové boty, ale i bohatou večeři a šampaňské svých přátel, a nakonec mu s nimi zmizí.

### Třetí dějství
Rudolf žije nějaký čas s Mimì, ale ta těžce onemocní. Rudolf jí opouští, protože podle jeho názoru je to jediný způsob, jak Mimì přimět, aby si našla lepší život po boku někoho bohatšího, kdežto s ním by ji čekalo pouze živoření. Ve vášnivém duetu se Mimì tomuto Rudolfovu rozhodnutí podvoluje.

### Čtvrté dějství
Musette i Mimì skutečně žijí z peněz bohatších mužů, ale stále obě touží po svých mladých, ale chudých milencích. Těžce nemocná Mimì nakonec přichází za svou láskou Rudolfem do skromného bytu, ve kterém se básník nachází se svými přáteli. Ti se zoufale snaží ubohé Mimì pomoci. Musette jí dokonce koupí teplý rukávník. Přes veškerou snahu přátel nemocná Mimì umírá.

## Nahrávky
- 1956 Jussi Björling (Rodolfo), Robert Merrill (Marcello), John Reardon (Schaunard), Giorgio Tozzi (Colline), Victoria de los Angeles (Mimì), Lucine Amara (Musetta), Fernando Corena (Benoît und Alcindoro), William Nahr (Parpignol), George del Monte (Sergeant), RCA Victor Chorus, RCA Victor Orchestra; Thomas Beecham (dirigent), EMI CDS 5 56236-2
- 1972 Luciano Pavarotti (Rodolfo), Rolando Panerai (Marcello), Gianni Maffeo (Schaunard), Nikolaj Gjaurov (Colline), Mirella Freni (Mimì), Elizabeth Harwood (Musetta), Michel Sénéchal (Benoît und Alcindoro), Gernot Pietsch (Parpignol), Hans-Dieter Appelt (Sergeant), Chor der Deutschen Oper Berlin, Berliner Philharmoniker; Herbert von Karajan (dirigent), DECCA LP 6.35200(2), DECCA CD 421 049-2
- 1979 José Carreras (Rodolfo), Ingvar Wixell (Marcello), Hakan Hagegaard (Schaunard), Robert Lloyd (Colline), Katia Ricciarelli (Mimì), Ashley Putnam (Musetta), Giovanni de Angelis (Benoît), William Elvin (Alcindoro), Francis Egerton (Parpignol), Richard Hazell (Sergeant), Orchester und Chor der Covent Garden Opera London; Colin Davis (dirigent), Philips LP 6769 031 (2 LP), Philips CD 416 492-2
- 1990 Jonathan Welch (Rodolfo), Fabio Previati (Marcello), Boaz Senator (Schaunard), Ivan Urbas (Colline), Ľuba Orgonášová (Mimì), Carmen Gonzales (Musetta), Richard Novák (Benoît), Jiří Sulženko (Alcindoro), Slovenský filharmonický sbor, Symfonický orchestr Československého rozhlasu Bratislava; Will Humburg (dirigent), Naxos CD 8.660003-04
- 1999 Angela Gheorghiu (Mimi), Roberto Alagna (Rodolfo), Simon Keenlyside (Marcello), Ildebrando d'Arcangelo (Colline), Elisabetta Scano (Musetta), Alfredo Mariotti (Benoit/Alcindoro), Alberto Ragona (Parpignol), Orchestra del Teatro alla Scala; Riccardo Chailly (dirigent), DECCA CD 466 070-2